# Gaia Sky
Gaia Sky é um programa de desktop e VR de visualização de astronomia livre e de código-aberto com versões para Windows, Linux e macOS. É criado e desenvolvido por Toni Sagristà Sellés no âmbito da missão Gaia da ESA para criar um mapa multidimensional de mil milhões de estrelas da nossa Via Láctea, no grupo Gaia do Astronomisches Rechen-Institut (ZAH, Universität Heidelberg). Gaia Sky é um produto do grupo de trabalho de divulgação do Gaia Data Processing and Analysis Consortium. O software é lançado sob a Licença Pública Mozilla.

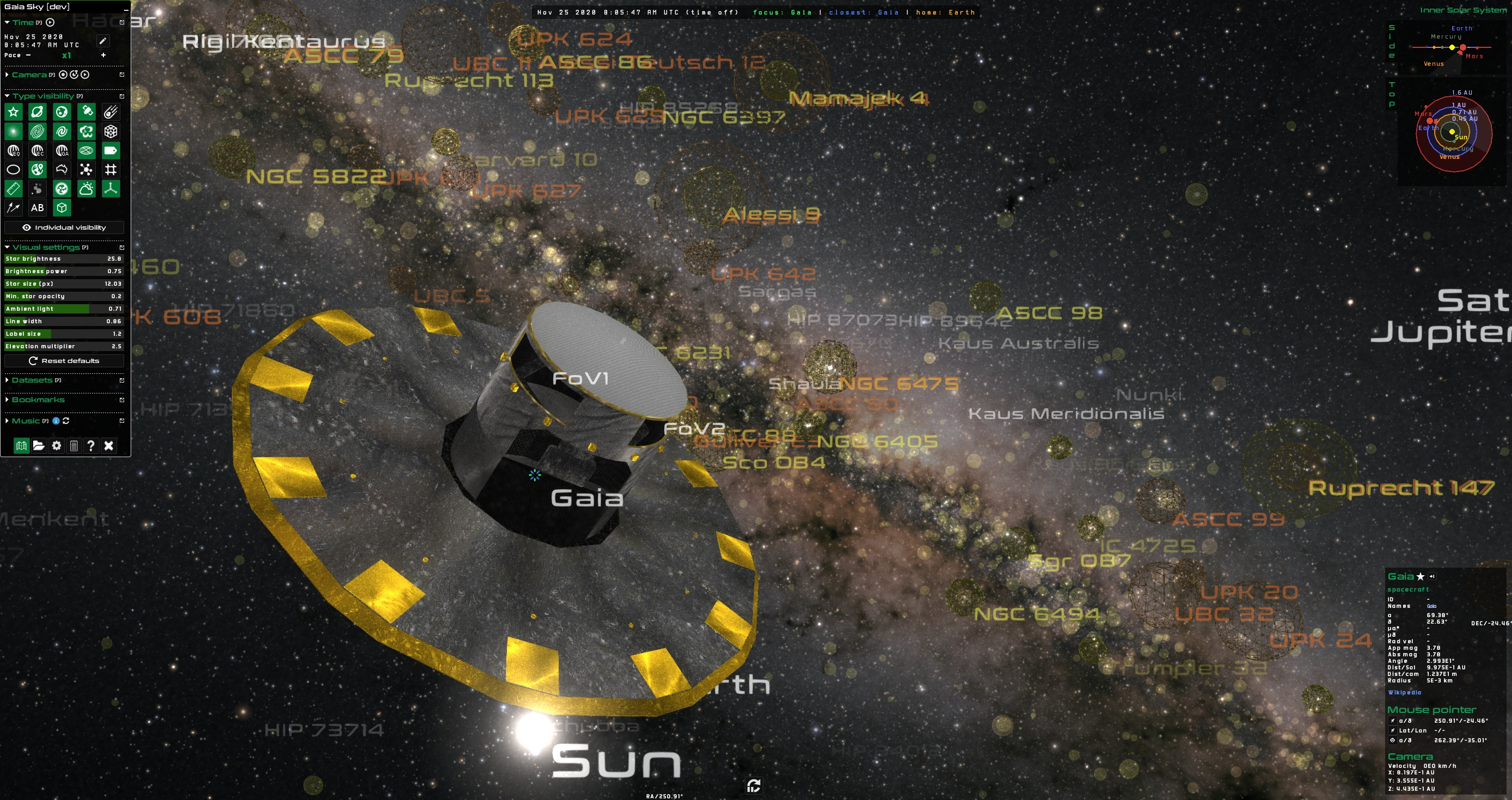
O satélite Gaia em Gaia Sky

O funcionamento interno do Gaia Sky é descrito em detalhes no artigo Gaia Sky: Navigating the Gaia Catalog.
O Gaia Sky oferece muitos recursos avançados, como renderizadores estereoscópico (3D), planetário e panorama. Ele também funciona com headsets de realidade virtual através do SteamVR, é totalmente programável com Python e possui suporte a controlador de jogo que possibilita operá-lo mesmo com um volante.
Gaia Sky é usado pela ESA para auxiliar na produção de vídeo de Gaia Data Releases. Um vídeo feito com o Gaia Sky também foi destaque no site Astronomy Picture of the Day.

## Dados

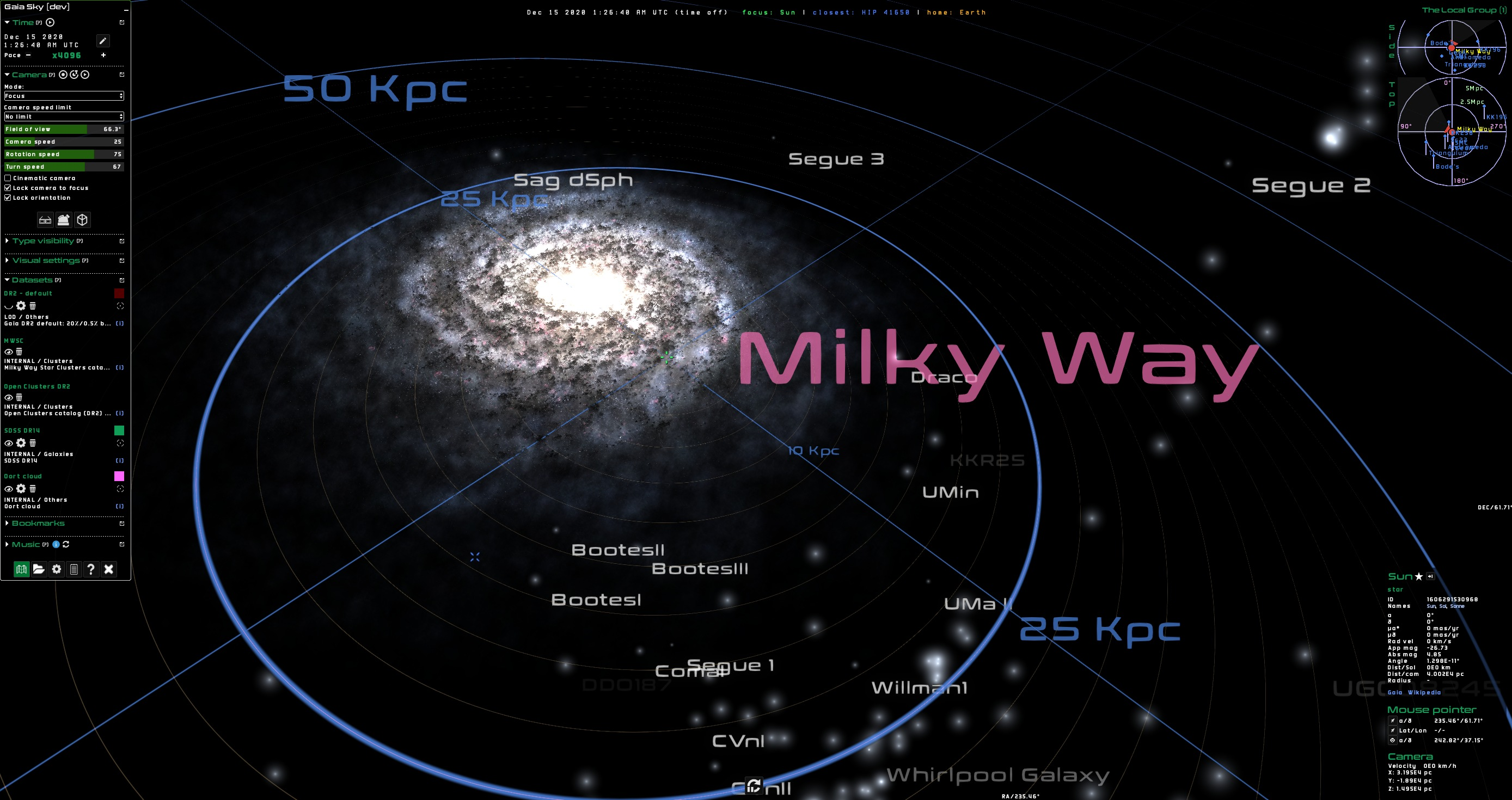
A Via Láctea de longe

Os pacotes de instalação do Gaia Sky contêm o programa, mas nenhum dado. Para utilizar o Gaia Sky, é necessário pelo menos o download do pacote de dados base, contendo o Sistema Solar com texturas de resolução baixa. O Gaia Sky  oferece um gerenciador de download integrado que se conecta aos servers do Astronomisches Rechen-Institut em Heidelberg para buscar os conjuntos de dados desejados. Os processos de download e implantação são perfeitos para o usuário.
Vários conjuntos de dados estão disponíveis, oferecendo texturas de maior resolução, diferentes cortes do catálogo Gaia eDR3 (até 1,46 bilhão de estrelas), outros catálogos de estrelas, como o catálogo Hipparcos, diferentes mapas de galáxias (poeira, regiões HII, etc.), nebulosas ou extragalácticos catálogos como NBG ou Sloan Digital Sky Survey.
Todos os conjuntos de dados são especificados em arquivos JSON seguindo um formato compreensível e bem documentado.